# Алкаліотропізм
Алкаліотропізм (від лат. alcali — луг і тропізми), базітропізм — позитивна реакція деяких організмів на лужне середовище; форма тропізму. Наприклад, ракоподібне Artemia salina, що живе в солоних водоймах з лужною водою (рН 8,5), в експериментах також воліє перебувати у лужному середовищі.